# Gaig dels pins
El gaig dels pins (Gymnorhinus cyanocephalus) és una espècie d'ocell de la família dels còrvids (Corvidae) i única espècie del gènere Gymnorhinus. Habita zones amb pins i ginebres de l'oest dels Estats Units, a l'oest d'Oregon, sud d'Idaho, est de Montana i oest de Dakota del Sud, nord de Baixa Califòrnia, sud de Nevada, Arizona, centre de Nou Mèxic i oest d'Oklahoma.